# 제인 알렉산더
제인 알렉산더(영어: Jane Alexander, 1939년 10월 28일 ~ )는 미국의 배우이다.

## 출연 작품
- 사이더 하우스